# Associazione Calcio Bellaria Igea Marina
L'Associazione Calcio Bellaria Igea Marina, meglio nota come Bellaria Igea Marina o semplicemente Bellaria, è una società calcistica italiana con sede a Bellaria-Igea Marina, in provincia di Rimini.
La squadra, rifondata nel 1994, dopo la fusione fra tre squadre cittadine ha disputato dal 2003 al 2014 undici campionati consecutivi di Serie C2/Lega Pro Seconda Divisione, ottenendo come miglior risultato un settimo posto.
Colori sociali: bianco e azzurro. Disputa le partite di casa allo stadio Enrico Nanni.
Nell'estate del 2019 il Bellaria si fonde con l'Igea Marina, altra squadra cittadina che milita in Promozione e ne nasce una nuova società che viene denominata Associazione Polisportiva Dilettantistica Igea Marina Bellaria 1956.

## Storia

### Le origini del calcio a Bellaria
La prima società calcistica di Bellaria viene fondata nel 1912 con il nome di Associazione Calcio Bellaria. Nel 1952 la società rinasce come A.S.C.A.R. Bellaria, in seguito cambia più volte denominazione e arriva fino alla Serie D, sfiorando diverse volte la promozione in Serie C negli anni '70. Nel 1994 la squadra cede il proprio titolo sportivo al Torre Pedrera e nel frattempo l'intero gruppo dirigenziale della vecchia Bellaria si fonde con altre due squadre: l'Associazione Calcio Igea Marina e la Dinamo Bordonchio, dando così vita all'Associazione Calcio Bellaria Igea Marina che viene ammessa nel campionato di Prima Categoria.

### I campionati dilettantistici
La nuova squadra vince subito il girone H della Prima Categoria Emilia-Romagna e viene promossa in Promozione. L'anno successivo i biancoazzurri arrivano secondi, venendo nuovamente promossi in Eccellenza. In questa categoria il Bellaria rimane fino al 1999, anno in cui centra il primo posto e viene dunque promossa in Serie D. In quarta serie la compagine romagnola rimane per quattro anni quando, dopo essere arrivata quarta vince i play-off superando il Rovigo e il Montecchio ed ottenendo il ripescaggio in Serie C2, arrivando dunque per la prima volta nella sua storia in un campionato professionistico.

### Il professionismo
Il primo anno nella nuova categoria si conclude con la retrocessione, arrivata dopo il play-out perso contro la Rosetana. Il Bellaria mantiene tuttavia la categoria mediante ripescaggio. Le stagioni successive vedono i gabbiani salvarsi e raggiungere anche un settimo posto nella stagione 2007-2008, che è il miglior risultato conseguito dai biancoazzurri. Nel successivo campionato la squadra si salva dopo aver vinto il play-out ma la stagione successiva li perde e retrocede in Serie D, salvo poi essere ripescata. Il club rimane in Lega Pro Seconda Divisione fino alla stagione 2013-2014, quando retrocede dopo aver chiuso il campionato al penultimo posto.

### Il ritorno tra i dilettanti
Al suo ritorno in Serie D, divenuta quarta serie nazionale dopo l'unificazione della Lega Pro i biancoazzurri arrivano dodicesimi in campionato, ottenendo una tranquilla salvezza. Nella stagione 2015-2016 l'Igea chiude terzultima in campionato, senza disputare i play-out in quanto c'è troppo distacco dal Virtus Castelfranco e retrocede in Eccellenza. Il campionato successivo si rivela deludente e il Bellaria scende nuovamente di categoria dopo aver perso i play-out contro il Corticella che aveva terminato la stagione con molti meno punti. Anche il seguente campionato di Promozione è da dimenticare, infatti la squadra arriva ultima in campionato e viene relegata in Prima Categoria. La stagione 2018-2019 termina con un decimo posto.

### Dal 2019
Nell'estate del 2019 il Bellaria si fonde con l'Igea Marina, altra squadra cittadina che milita in Promozione e ne nasce una nuova società che viene denominata Associazione Polisportiva Dilettantistica Igea Marina Bellaria 1956.

## Colori e simboli

### Colori
In origine i colori del Bellaria furono il rosso e il nero, che furono sostituiti dal bianco e dall'azzurro, ovvero i colori della città di Bellaria sul finire degli anni sessanta.

### Simboli ufficiali

#### Stemma
Lo stemma del Bellaria Igea Marina riprende in gran parte quello cittadino, in esso infatti si trovano un'ancora con ai suoi piedi una palla dal calcio, un gabbiano, una torre e un sole sul mare.

## Strutture

### Stadio
Il Bellaria utilizza come campo di gioco per le gare interne lo stadio Enrico Nanni. L'impianto è dotato di una pista d'atletica e ha due tribune, una delle quali parzialmente coperta e può contenere 2500 persone.

### Centro di allenamento
Il Bellaria svolge gli allenamenti allo stadio Enrico Nanni.

## Società

### Sponsor
- 1994-2002 ...
- 2002-2007 Garman
- 2007-2011 Mass
- 2011-2013 Garman
- 2013-2015 Macron
- 2015-2018 HS
- 2018-2019 Erreà

## Allenatori e presidenti
Tre sono i tecnici di maggior fama, nazionale ed internazionale, che si sono seduti sulla panchina biancazzurra: Arrigo Sacchi, vicecampione del mondo ad Usa '94 con la nazionale italiana, già tecnico tra gli altri di Milan, Parma ed Atlético Madrid, attualmente ritiratosi dall'attività di allenatore; Franco Varrella, già guida di Savoia, Reggiana, Padova, Triestina e vice allenatore dell'Italia ad Usa '94; Luca Fusi, vecchia gloria della Nazionale e del Napoli ai tempi di Maradona.
| Allenatori - 1994-2002 ... - 2002-2004 Giuseppe Angelini - 2004-2005 Franco Varrella - 2005-2006 Franco Varrella Vilmer Ferri Franco Varrella - 2006-2007 Mirko Fabbri Massimo Carrara - 2007-2008 Luca Fusi - 2008-2009 Maurizio Neri Massimo Gadda - 2009-2010 Lamberto Zauli Bruno Russo - 2010-2012 Nicola Campedelli - 2012-2013 Alfonso Pepe Massimo Zanini Alfonso Pepe Marco Osio - 2013-2014 Alfonso Pepe Pasquale Catalano Agostino Iacobelli Ayala Fanesi - 2014-2015 Mauro Antonioli - 2015-2016 Gabriele Morganti Massimo Scardovi Maurizio Montalti - 2016-2017 Massimo Gori Omar Lepri Mauro Mosconi Paolo Reciputi - 2017-2018 Massimo Zanini Alessandro Aragao Da Cruz - 2018-2019 Luca Zamagni Paolo Reciputi - 2020-2023 Luca Fusi - 2024-2025 Matteo D'Agostino | Presidenti - 1994-1997 ... - 1997-2007 Luigino Lucci - 2007-2018 Sauro Nicolini - 2018-2019 Pierdomenico Gambuti |

## Palmarès

### Competizioni regionali
- Eccellenza: 1

1998-1999 (girone B)
- Prima Categoria: 1

1994-1995 (girone H)

### Altri piazzamenti
- Eccellenza:

Terzo posto: 1997-1998 (girone B)
- Promozione:

Secondo posto: 1995-1996 (girone D)

## Statistiche e record

### Partecipazione ai campionati
Campionati nazionali
| Livello | Categoria                  | Partecipazioni | Debutto   | Ultima stagione | Totale |
| ------- | -------------------------- | -------------- | --------- | --------------- | ------ |
| 4º      | Serie C2                   | 5              | 2003-2004 | 2007-2008       | 22     |
| 4º      | Lega Pro Seconda Divisione | 6              | 2008-2009 | 2013-2014       | 22     |
| 4º      | Serie D                    | 11             | 1968-1969 | 2015-2016       | 22     |
| 5º      | Serie D                    | 5              | 1977-1978 | 2002-2003       | 5      |

Campionati regionali
| Livello | Categoria       | Partecipazioni | Debutto   | Ultima stagione | Totale |
| ------- | --------------- | -------------- | --------- | --------------- | ------ |
| I       | Eccellenza      | 4              | 1996-1997 | 2016-2017       | 4      |
| II      | Promozione      | 2              | 1995-1996 | 2017-2018       | 2      |
| III     | Prima Categoria | 2              | 1994-1995 | 2018-2019       | 2      |

### Partecipazione alle coppe
| Competizione          | Partecipazioni | Debutto   | Ultima stagione | Totale |
| --------------------- | -------------- | --------- | --------------- | ------ |
| Coppa Italia Lega Pro | 6              | 2008-2009 | 2013-2014       | 11     |
| Coppa Italia Serie C  | 5              | 2003-2004 | 2007-2008       | 11     |
| Coppa Italia Serie D  | 6              | 1999-2000 | 2015-2016       | 6      |

## Tifoseria

### Storia
Il Bellaria Igea Marina contava una tifoseria di ridotte dimensioni e localizzata sul comune d'appartenenza.
Per quanto riguarda il tifo organizzato il primo gruppo ultras nacque nel 1994, anno della nascita del Bellaria Igea Marina e prese il nome di Direttivo Ultras Bellaria '94. Un altro gruppo minore fu quello degli U.B. (Ultras Bellaria).

### Gemellaggi e rivalità
Una rivalità si aveva con il Cesenatico.